# Convolvulus gilbertii
Convolvulus gilbertii är en vindeväxtart som beskrevs av Sebsebe Demissew. Convolvulus gilbertii ingår i släktet vindor, och familjen vindeväxter. Inga underarter finns listade i Catalogue of Life.